# Chronologie de la Jeunesse sportive de Kabylie
Cet article présente les événements sportifs et historiques de la Jeunesse sportive de Kabylie, par ordre chronologique.

## Bilan détaillé saison par saison

### Période coloniale
Années 1920
- 1928 : Fondation à Tizi Ouzou du Racing Club de Tizi-Ouzou, abrégé en R.C.T.O. Il s'agit du premier club de football musulman en Kabylie. C'est également l'ancêtre de la JS Kabylie.

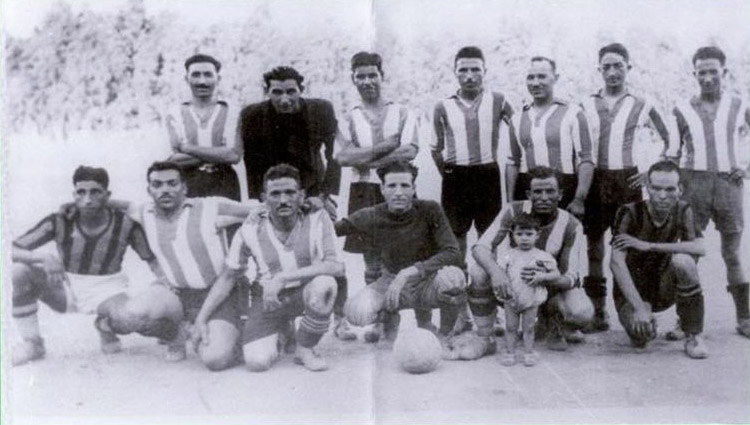
L'équipe du RC Tizi-Ouzou pour son premier match officiel
De Gauche à Droite :
Debout : Zemirli ; Slammour ; Hachaoui ; Hammoutène ; Belhadj ; Chikhaoui ; Souibes
Assis : Allouche ; Mesbahi ; Louggar ; H. Rafai ; M. Rafai ; Mekacher
Enfant : Mustapha Keddache

- 1929 - 1930 : Dissolution du R.C.T.O, Racing Club de Tizi-Ouzou par le gouvernement colonial à Tizi Ouzou en raison du non-respect de la Loi de 1901 sur les associations en France.

Années 1930
- 1939 : Arrêts des championnats des Ligues d’Afrique du Nord de football pour cause de Guerre avec l’Allemagne (Seconde Guerre mondiale). Le moment n'est donc pas opportun à la création d'un club de football.

- 1940 : - 17 juin 1940 - Discours du Maréchal Pétain à la radio qui demande un cessez-le-feu aux combattants français.

- 1940 : - 18 juin 1940 - Appel du Général de Gaulle à la B.B.C. à Londres qui exhorte les Français à continuer le combat.

- 1940 : - 22 juin 1940 - Signature de l’armistice entre la France et l’Allemagne nazie, la guerre est officiellement terminée, la vie reprend son cours.

Années 1940
- 1940 - 1941 : à la suite de la défaite de la France mettant un terme à la guerre, les championnats de football des Ligues d’Afrique du Nord de football reprennent.

- 1940 - 1941 : L’avocat, Maître Sidi Saïd Hanafi, tente de recréer le club avec l’aide d’anciens joueurs ayant évoluer au R.C.T.O (Rapide Club de Tizi-Ouzou) ainsi qu'au club colonial de la ville de Tizi-Ouzou, l’O.T.O (l'Olympique de Tizi-Ouzou).

- 1942 : - De novembre à décembre - À la suite du débarquement allié en Afrique du Nord, un recrutement de réservistes indigènes est opéré par l’armée française dans l'agglomération de Tizi Ouzou, afin continuer la guerre contre l’Allemagne nazie.

- 1943 : Démarches entreprises par Maître Sidi Saïd Hanafi pour recréer le club, conformément cette fois-ci à la loi française de 1901 sur les associations et ses conditions d’agréments. Le club devait porter à ce moment-là le nom d’A.S.K : Association Sportive de Kabylie.

- 1943 : - 8 janvier 1943 - : Note du sous-préfet de Tizi Ouzou au Préfet d’Alger, du recrutement de 1500 ouvriers dans l’arrondissement de Tizi-Ouzou, par les armées britanniques et américaines stationnées en Algérie.

- 1943 - Automne - : Les dirigeants de l’organisation C.A.R.N.A (Comité d’Action Révolutionnaire Nord Africain) demandent aux militants de s’infiltrer dans les associations musulmanes, en particulier les clubs sportifs, les médersas, les centres culturels et surtout le scoutisme  dans le but de les utiliser discrètement comme lieu de recrutement.

- 1943 - 1944 : Moins d’un an après avoir effectué les démarches, Maître Sidi Saïd Hanafi meurt. À la suite de ses obsèques, le projet d’un club de football dans la ville est laissé un temps à l’abandon.

- 1944 : - 25 août 1944 : Paris est libéré, De Gaulle parade sur l’avenue des Champs-Élysées, l’Afrique du Nord est soulagée.

- 1945 : - 7 mai 1945 et 8 mai 1945 - : l’Allemagne nazie signe deux actes de reddition et capitule.

- 1945 : - 8 mai 1945 - Massacre de Sétif, Guelma et Kherrata : alors qu’une fête de célébration est organisée pour la fin de la guerre, des militants nationalistes se sont joints à la foule. Un policier tuera un jeune qui portait un drapeau de l’Algérie ce qui déclenchera des émeutes entre indigènes et européens; puis s'ensuivit l’intervention de l’armée. Le bilan fut lourd environ 17 000 morts et 20 000 blessés (d’après les services secrets américains présents en Algérie et témoins des événements).

- 1945 : - 14 mai 1945 - Interdiction à tout musulman de créer une association sportive ou autre, car les militants nationalistes de la C.A.R.N.A (Comité d’Action Révolutionnaire Nord Africain) entre autres avaient infiltré les différentes associations pour promouvoir l’idée d’indépendance, à la suite des événements survenus à Sétif ; auquel cas, il sera aussitôt assimilé à un complot visant la sûreté de l’État.

- 1946 : - 20 janvier 1946 - Levée de l’interdiction aux musulmans de créer des associations, sportives notamment. L'administration coloniale tente par cette action de ramener le calme et d'apaiser les tensions au sein du pays.

- 1946 : Fondation du club de football qui prend le nom de JSK : Jeunesse sportive de Kabylie ; après avoir rejeté les noms d’ASK (Association sportive de Kabylie)  et d’USMT (Union sportive musulmane de Tizi-Ouzou). Le club qui portera les couleurs « rouge » et « vert » est affilié officiellement à la FFFA (Fédération française de football association), et disputera les compétitions de niveaux amateurs de la Ligue d’Alger de football, régies par la LAFA (Ligue d'Alger de Football Association). Elle obtient également son numéro d'affiliation (numéro à mettre sur tous ses documents officiels) qui est le 8.153. Le club qui ne reçoit aucune subvention de la part du gouvernement colonial de l’époque, est aidé par les clubs algérois de l’USMA (l'Union sportive de la médina d'Alger), du MCA (Mouloudia Club Alger) et du WRB (Widad Riadhi de Belcourt) qui lui offrent du matériel sportif.

- 1946 : Fondation des clubs sections basket-ball et cross-country de la J.S.K, conformément aux vœux des fondateurs du club, qui souhaitaient en faire un club omnisports et musulman.

- 1946 : - 13 octobre 1946 - La JS Kabylie dispute son premier match officiel. Il s’agit d’une rencontre de Troisième division de la Ligue d’Alger de football (3F/A). Elle est présente dans le Groupe B (l’un des deux groupes de cette division) et gagne son premier match officiel face à la JSA (Jeunesse sportive Alma) sur le score de 6 buts à 1. Il s’agit également de son premier match en Troisième division de la Ligue d’Alger de football, et l’équipe est entraînée par Benslama Ali À noter également que la JSK possède une équipe de réserve qui dispute un championnat parallèle au sein des équipes de réserves de la Troisième division de la Ligue d’Alger de football.

- 1946 : - 1er décembre 1946 - Alors que l’équipe de réserve de la J.S.K vainquit son homologue du B.A.C (Bouira Athlétique Club), lors d’un match de championnat sur le score de 9 buts à 0 ; une terrible bagarre éclatera dans le second match qui opposera les équipes premières des deux clubs après un score de parité de 2 buts partout. Cet événement va profondément choquer les Européens de la ville de Tizi Ouzou qui ont assisté à la scène au stade municipal de Tizi-Ouzou.

- 1946 - 1947 : - 1er juin 1947 - À l'issue de la seizième et dernière journée de championnat, où elle fut opposée à l'A.S.D (Association sportive de Dellys) ; la J.S.K gagna la rencontre sur le score de 3 buts à 2. Elle termina la saison à la 3e place du classement du Groupe B avec 13 victoires, 2nuls et 1 seule défaite pour un total de 41 points. Cette performance lui permet de se qualifier directement en Deuxième division de la Ligue d'Alger de football. Cette rencontre était aussi la dernière qu'elle disputa dans cette division.

- 1947 - 6 septembre 1947 - La JS Kabylie fraîchement "promue" se retrouve en Deuxième division de la Ligue d'Alger de football (2F/A), Groupe A, pour la saison 1947-1948. Elle commence la saison par la Coupe Forconi, une compétition de la Ligue d'Alger de football destinée uniquement aux clubs (toutes divisions confondues) affiliés à la Ligue d'Alger. Il s'agit de sa première participation à la compétition et elle est opposée au club de l'ASR (Association sportive Rivet) au deuxième tour de la compétition qu'elle remporte de manière éclatante 4 buts à 0. Toutefois malgré sa victoire l'équipe adverse émet des réserves envers un joueur de la JSK. Il s'agit du joueur Bouzar Boussad qui disputa le match alors qu'il n'avait pas encore de licence B pour pouvoir évoluer en A. Selon le règlement de l'époque, une équipe ne doit pas compter plus de quatre joueurs de « première ». Elle perd donc la rencontre sur « tapis-vert » à la suite de ces réclamations.

- 1947 : La JS Kabylie possède en plus des deux équipes (première et réserve) cette saison également, une équipe de jeunes (catégorie junior) par son statut de club de Deuxième division, il s'agit de la génération de joueurs nés entre 1929 et 1930. Cette équipe disputera également un championnat parallèle à celui de leurs aînés où maintenant chaque journée de championnat sera rythmée par trois matchs des trois équipes.

- 1947 : - Printemps - : le P.P.A (Partie du Peule Algérien), des militants indépendantistes de ce qui deviendra plus tard le F.L.N (Front de Libération National), descendent en Kabylie afin de promouvoir l’idée d’indépendance.

- 1947 : - 5 avril 1947 - : à la suite de ces événements, des journaux de l’époque coloniale en Algérie écrivent : « … Quelques fanatiques illuminés contrecarrent aujourd’hui l’œuvre civilisatrice de la France. Des mesures exemplaires doivent être prises…. ».

- 1947 - 1948 : Au terme du championnat, la JS Kabylie qui réalise une saison mitigée dans le Groupe A(milieu de tableau) parvient tant bien que mal à se maintenir en Deuxième division de la Ligue d'Alger de football (2F/A).

- 1948 : La JS Kabylie qui se trouve en Deuxième division de la Ligue d'Alger de football (2F/A), est une nouvelle fois placée dans le Groupe A pour la saison 1948-1949. Il s'agit de sa deuxième saison dans cette division, toutefois elle ne souhaite pas jouer la Coupe Forconi cette année.

- 1948 - 1949 : Au terme du championnat, la JS Kabylie termine à la première place du Groupe A, elle devient donc championne de ce Groupe. Elle réalise une bonne performance en terminant au premier rang avec 12 victoires, 0 nul et 2 défaites, pour 14 matchs joués, avec un total de 36 points au compteur. Néanmoins ce succès ne lui permet que de se qualifier pour les barrages où les vainqueurs des quatre Groupes (A, B, C et D) de cette Deuxième division s'affrontent dans un "Tournoi de Barrages" (sorte de play-off), afin de désigner le champion de cette division et les deux autres qui le suivront en Première division de la Ligue d'Alger de football (1F/A).

- 1949 : La JS Kabylie "Championne de son Groupe" dispute donc les play-off avec les champions des autres Groupes B C et D que sont: le W.A.B (Widad Athlétic Boufarik), le G.S.H (Groupement Sportif Alger-Hydra) et O.M.S.E (Olympique Musulman Saint-Eugène). Elle s'incline contre les deux premières équipes respectivement sur les scores de 2 buts à 1 et 6 buts à 1, ce qui ne lui laissera aucune chance d'être sacrée championne de Deuxième division. Toutefois, il lui restera un dernier match de classement afin d'être le troisième et dernier qualifié pour la Première division face à la dernière équipe. Elle s'inclinera également ce qui aura pour conséquence une non-qualification en division supérieure. La JS Kabylie termine donc la saison première de son Groupe mais dernière des Barrages et disputera la saison prochaine la Deuxième Division pour la troisième année consécutive.

- 1949 : - 5 septembre 1949 - C'est la troisième année que la JS Kabylie se retrouve en Deuxième division de la Ligue d'Alger de football, et est à nouveau placée dans le Groupe A. Cette saison elle dispute la Coupe Forconi, qu'elle joue en début de saison.

- 1949 : - 6 novembre 1949 - La JS Kabylie s'incline au 4e tour de la Coupe Forconi face à une équipe de Division d'Honneur (3 divisions d'écarts supérieurs à la Deuxième division) le R.U.A (Racing Universitaire d'Alger) 7 buts à 0. Elle s'arrête donc contre cette équipe après avoir battu au 1er tour E.S.M.K (Étoile Sportive Musulmane Koléa) sur le score de 5 buts à 1, le 5 septembre 1949 ; puis au 2e tour U.S.B (Union Sportive Blida) sur le score de 3buts à 1, le 25 septembre 1949 ; et enfin au 3e tour le S.S.B (Société Sportive Bouzareah) sur le score fleuve de 8 buts à 1 le 2 octobre 1949.

- 1949 - 1950 : - 16 octobre 1949 - Le Championnat de la Deuxième division de la Ligue d'Alger de football pour la saison 1949-1950 débute à cette date précise pour la JS Kabylie. Contrairement à la saison précédente, il n'y a que trois Groupes (A, B et C); les trois premiers s'affrontent en play-off et un seul uniquement sera promu en division supérieure.

Années 1950
- 1950 : La 14e et dernière journée de championnat du Groupe A de Deuxième division de la Ligue d'Alger de football, a vu la JS Kabylie s'imposer face à O.M.R (Olympique Montplaisir Ruisseau). Cette victoire lui permet de finir "championne de son Groupe" avec un total de 9 victoires, 2 nuls et 1 défaite pour un total de 29 points en 14 matchs joués.

- 1950 : Son statut de championne du Groupe A lui permet pour la deuxième fois de son histoire de participer aux Barrages afin d'accéder en Première division. Elle est opposée aux champions des deux autres Groupes B et C que sont respectivement le R.C.K (Riadha Club Kouba) et A.S.0 (Association sportive Orléansville). Elle remportera ce tournoi en se classant première des Barrages après avoir fait match nul 1 but partout contre le R.C.K et vaincu A.S.O sur le score de 3 buts à 2 (A.S.O et R.C.K se sont neutralisés 3 buts partout). Ce succès dans ces play-off qui clôt une série de 21 matchs disputés toutes compétitions confondues, la sacre donc officiellement "Championne de la Deuxième division". Il s'agit du premier titre de son histoire, après seulement quatre ans d'existence; un sacre qui lui permet d'accéder en Première division de la Ligue d'Alger de football (1F/A). À noter également que son deuxième et dernier match des barrages fut également le dernier disputé par le club dans cette division.

- 1950 : - 22 août 1950 - La JS Kabylie reçoit son titre de Champion de Deuxième division de la Ligue d'Alger de football, tout l'effectif reçoit une médaille. Les dirigeants du club ont invité les officiels de la Ligue à assister à la cérémonie de remise des médailles. Messieurs Wendel et Adard furent donc présents en tant que délégués de la Ligue pour assister à la cérémonie. Ils remercièrent les dirigeants du club dans une note rapportant les faits dans le bulletin d'information (no 1.777 page 6) de la Ligue daté du 25 août 1950.  Champion 2e Div. L.A.F.A

- 1950 : La JS Kabylie "Championne de Deuxième division" et nouveau "Promue" en Première division de la Ligue d'Alger de football, commence traditionnellement la saison 1950-1951 par la Coupe Forconi le 3 septembre 1950.

- 1950 : - 8 octobre 1950 - La JS Kabylie s'incline au 3e tour de la Coupe Forconi face à U.S.M.M (Union Sportive Musulmane Marengo). Elle quitte la compétition après avoir battu aux deux précédents tours respectivement, le C.S.A (Club Sportif Athlétique Inter-Avia) 5 buts à 0 le 3 septembre 1950; et U.S.S (Union Sportive du Sahel) 2 buts à 0 le 17 septembre 1950.

- 1950 - 1951 : La Première Division de la Ligue d'Alger comporte trois Groupes I, II et III de chacune 10 équipes. La JS Kabylie se retrouve dans le Groupe II en compagnie de 9 autres équipes, dont l'USM Alger (futur rival), l'USM El Harrach (autre club algérois dénommé à cette époque USMMC Union Sportive Musulmane Maison-Carrée) et le club colon l'Olympique de Tizi-Ouzou, appartenant à la même ville d'origine qu'elle. À noter également que de par son statut de club de Première division de la Ligue d'Alger, l'équipe possède désormais une quatrième équipe. Il s'agit d'une deuxième équipe de jeunes (catégorie cadet) représentant la génération de joueurs nés entre 1943 et 1944.

- 1950 - 1951 : l'ex gardien du MC Alger Abtouche Mansour qui officiait jusque-là en tant qu'entraîneur bénévole à la JS Kabylie, devient officiellement entraîneur du club et quitte ses fonctions de joueur au mouloudia. La saison 1950-1951 débute officiellement le 24 septembre 1950, date de la première journée de Première division Groupe II, que la JS Kabylie dispute face à A.S.R (Association Sportive Rivet).

- 1950 : - 29 octobre 1950 - Première rencontre officielle avec l'USMMC (Union Sportive Musulmane Maison-Carrée), le nom à l'époque du club algérois de l'USM El Harrach. Les deux clubs "pionniers du football algérien qui évoluent dans le même Groupe de la même division, s'affrontent pour le compte de la quatrième journée et de la phase aller du championnat. Le résultat de cette rencontre fut d'un but partout.

- 1950 : - 17 décembre 1950 - Première rencontre officielle avec l'USM Alger. Les deux clubs pionniers et futurs rivaux évoluent dans le même groupe de la même division, et s'affrontent pour le compte de la huitième journée et de la phase aller du championnat. La  JS Kabylie s'impose sur le score de 5 buts à 2.

- 1950 : - 24 décembre 1950 - Première rencontre officielle avec l'Olympique de Tizi-Ouzou, c'est le premier derby de la ville de Tizi Ouzou. Les deux clubs qui évoluent dans la même division sont séparés par 45 ans d'âge et s'affrontent pour le compte de la neuvième et dernière journée de la phase aller. La tension avant ce match fut à son comble et le président de l'O.T.O Gambardella essaya tant bien que mal de calmer les esprits belliqueux entre européens (pro O.T.O) et musulmans (pro J.S.K) au sein de la ville. Le résultat de ce match fut d'un but partout, des réalisations de Hassoun Saïd pour la J.S.K et Haouchine Amar pour O.T.O. Conséquences la JS Kabylie termine en tête de la phase aller du Groupe II avec 23 points au compteur, quant à l'Olympique de Tizi-Ouzou il se place 5e avec 19 points.

- 1951 : - 1er avril 1951 - Deuxième rencontre officielle avec l'Olympique de Tizi-Ouzou, il s'agit du neuvième et dernier match de la phase retour du championnat de Première division pour le compte du Groupe II; soit le dix-huitième match de championnat. La rencontre se solde par une défaite rageante 4 buts à 3 de la JS Kabylie. L'homme de la rencontre n'est autre que l'attaquant adverse Omar Bouzar qui à lui seul marqua tous les buts de son équipe. Conséquences, la JS Kabylie qui était avant ce match en tête de son groupe, termine le Championnat à la deuxième place du Groupe II avec 43 points au compteur, soit 11 victoires, 4 nuls et 3 défaites. Elle laisse la première place à O.M.S.E (Olympique Musulman Saint - Eugène), qui est sacré champion du Groupe II. Les modalités d'accession en Division Honneur ne lui permettent pas d'y accéder. Toutefois, les deux premiers de chaque Groupe I, II et III s'affrontent en deux tournois de barrages. Les premiers de chaque groupe s'affrontent entre eux et les deuxièmes font de même; seuls les deux premiers du tournoi des premiers sont automatiquement qualifiés en Division Honneur. Pour la JS Kabylie, il ne s'agit que d'un match de classement qui peut la classer au mieux à la quatrième place (soit la première place du tournoi des deuxièmes).

- 1951 : - 15 avril 1951 - La JS Kabylie deuxième du Groupe II se qualifie donc pour le tournoi des deuxièmes. Elle se retrouve en compagnie des deuxièmes des autres groupes que sont A.S.P.T.T (Association Sportive Poste Télégraphe Téléphone) qu'elle affronte le 15 avril 1951 et O.L (Olympique du Littoral), le 29 avril 1951. Le 22 avril 1951 la JS Kabylie bénéficiera d'un repos lors du match entre ses deux adversaires.

- 1951 : - 29 avril 1951 - Après deux défaites en match de classement : 1 but à 0 face à A.S.P.T.T le 15 avril 1951 et 3 buts à 2 face à O.L le 22 avril 1951; la JS Kabylie se classe donc troisième et dernière du tournoi des deuxièmes. Elle termine donc la saison 1950-1951, deuxième du Groupe II de Première division  de la Ligue d'Alger de football ; mais troisième du tournoi des deuxièmes soit la sixième et dernière place du classement de tous les barragistes confondues. Petite consolation tout de même, l'équipe en tête de son groupe, O.M.S.E termine le tournoi des premiers à la troisième et dernière place et n'accède donc pas en division supérieure, la Division Honneur. Afin d'être complet, il faut savoir que le premier de ce tournoi des premiers n'est autre que le G.S.O (Groupement sportif Orléansville) qui est sacré Champion de Première division. Il accède en Division Honneur accompagné de son dauphin U.S.M.M (Union Sportive Musulmane Marengo), qui possède le statut de Vice-Champion de Première Division'ut sacrée Championne de Première division des équipes réserves mais restera dans cette division en raison du faible classement de l'équipe première qui termina à la septième place du Groupe II avec 35 points. La JS Kabylie qui fut proche de l'exploit cette saison, pour sa part observera une deuxième saison en Première division.

- 1951 : - du 18 mai 1951 au 21 mai 1951 - La saison est terminée mais celle-ci est spéciale. Il s'agit du trentenaire de la Ligue d'Alger de Football Association. Afin de marquer l'événement une grande fête est organisée ainsi que plusieurs événements. Toute la population résidant en Afrique du Nord est invitée à se divertir. Le programme fut le suivant :

Vendredi 18 mai 1951 "cérémonie du souvenir" dépôt de gerbe sur les tombes dans anciens membres du bureau de la Ligue ; dépôt d'une seconde gerbe au cimetière anglais en présence d'une délégation d'anciens combattants britanniques et de l'équipe de football Chelsea FC. À 20h30, réception de la délégation par le club de football CCA (Croissant Club Algérois). 
Samedi 19 mai 1951 à 11H00 à  la "Nouvelle Mairie d'Alger", réception de la délégation, du bureau de la Ligue et des présidents de clubs des équipes étrangères. Au Stade Municipal d'Alger à 13h00 finale de la Coupe Portelli (Ligue d'Alger de la catégorie cadet) ; à 15h match opposant une sélection d'Alger (Niveau Division Honneur) à l'équipe autrichienne invitée First Vienna FC ; 16h45 second match opposant une autre sélection d'Alger (Niveau Division Honneur) à l'équipe anglaise également invitée Chelsea FC. À 19j00 Seconde réception à la Nouvelle Mairie d'Alger ; 21h00 banquet offert par la Ligue à la délégation à l'hôtel Saint-Georges. 
Dimanche 20 mai 1951 à 9H15 dépôt d'une autre gerbe cette fois-ci au monument aux morts. À 10H00 Casino Music-Hall, rue d'Isly, manifestation de propagande de la Ligue, l'entrée est gratuite, projection d'un film sur le football. Au Stade Municipal d'Alger à 14h00 finale du Championnat Junior. À 15h45  manifestation de jeunes puis 16h45 match opposant les équipes étrangères Chelsea FC - First Vienna FC clôturant le tournoi. À 21h00 au Tamonis à Aïn Taya banquet festival offert par la marque "Monsavon". 
Lundi 21 mai 1951 à 8h00 excursion organisée à Blida dans les Gorges de la Chiffa, Cherchell puis déjeuner; retour Castiglionne, à Staouéli (visite du domaine de Borgeaud). À 18h30 thé d'honneur offert à la délégation par le Mouloudia Club Algérois. Et enfin à 21h00, festival de danse à l'Opéra d'Alger offert par Monsieur Portelli aux invités de la Ligue d'Alger .
- 1951 - 1952 : - 15 juin 1951 - Le tirage au sort de la Première Division de la Ligue d'Alger pour la saison 1951-1952 a lieu le 15 juin 1951. Il s'agit de sa deuxième année à ce niveau pour la JS Kabylie qui est placée dans le Groupe C, l'un des trois Groupes de cette division. Cette saison les Groupes ne sont plus nommés I, II et III mais en A, B et C; néanmoins les modalités d'accession en division supérieure (la Division Honneur) sont les mêmes que l'an passé. Monsieur Abtouche Mansour (ex gardien du M.C.A) entraîne l'équipe première cette saison.

- 1951 : - du 9 septembre 1951 au 24 octobre 1951 - La JS Kabylie commence traditionnellement la saison comme tous les clubs d'Alger, par la Coupe Forconi. Elle s'arrête au 4e tour de la compétition qui a lieu le 24 octobre 1951 face au MC Alger, en s'inclinant 7 buts à 0 à Menerville. Il s'agissait de la première rencontre officielle entre ses deux futurs rivaux, malgré deux divisions d'écarts. La JS Kabylie quitte donc la compétition, après trois victoires : 14 buts à 0 face au S.A.B (Stade Aïn Bessam) au 1er tour le 9 septembre 1951 à Rouïba ; 2 buts à 0 face à la J.S.E.B (Jeunesse Sportive El-Biar) au 2e tour le 23 septembre 1951 à Menerville ; et enfin 5 buts à 3 face à O.M.S.E (Olympique Musulman Saint-Eugène) au 3e tour le 14 octobre 1951.

- 1951 - 1952 : - 30 septembre 1951 - La JS Kabylie qui se trouve dans le Groupe C de la Première division de la Ligue d'Alger aborde la compétition le 30 septembre 1951. Elle y retrouve l'U.S.M.M.C (Union Sportive Musulmane Maison-Carrée) futur USM El Harrach; mais pas l'O.T.O (Olympique de Tizi-Ouzou) qui est placé dans le Groupe A. À noter que la JS Kabylie qui possède depuis l'an passé une équipe cadette l'engage en compétition cette saison. Ainsi lors des matchs de championnat, quatre ont lieu le même jour, soit un match pour chacune des catégories que possède le club (première, réserve, junior et cadet). Les cadets comme les juniors suivent donc les mêmes matchs que leurs aînés, toutefois certaines formations de Première Division n'ont pas d'équipe dans cette catégorie. Le Groupe C composé de dix participants possède deux équipes qui n'ont pas engagé de cadets. L'équipe cadette de la JS Kabylie n'affrontera donc cette saison que sept équipes.

- 1951 : - 7 octobre 1951 - Lors de la rencontre ayant opposé la JS Kabylie à l'O.L (Olympique du Littoral), une bagarre entre les délégués des deux groupes survint après que l'arbitre du match M. Cheltiel eut refusé à M. Abtouche Mansour (entraîneur de la J.S.K) cette saison de reprendre sa place sur la touche après une absence de dix minutes. Les dirigeants des deux clubs furent sanctionnés (suspension un mois J.S.K et 3 mois O.L) ainsi qu'une forte amende pour l'équipe hôte (O.L).

- 1952 : - 30 mars 1952 - À l'issue du dix-huitième et dernier match de la saison face au C.C.A (Croissant Club Alger); la JS Kabylie termine la saison 1951-1952 à la 6e place du classement avec 32 points au compteur. C'est une saison moyenne pour le club qui n'accédera pas cette saison au tournoi des barrages mais réussit l'essentiel à savoir le maintien à ce niveau dans la Ligue d'Alger. En ce qui concerne l'équipe cadette de la  JS Kabylie, ce fut une mauvaise saison pour ne pas dire médiocre. Pour ses débuts en compétition, elle boucle son championnat à la dernière place du Groupe C avec 10 points seulement au compteur.

- 1952 - 1953 :

- 1952 :

- 1953 :

- 1953 - 1954 :

- 1953 :

- 1954 :

- 1954 - 1955 :

- 1954 :

- 1955 :

- 1955 - 1956 :

- 1955 :

- 1956 :

### Depuis l'indépendance
Années 1960
- 1962 : - 18 mars 1962 - Signature des accords d'Évian mettant fin à la guerre d'Algérie. Ils comprennent un accord de cessez-le-feu et des déclarations publiées par les deux belligérants.

- 1962 : - 19 mars 1962 - Annonce officielle du cessez-le-feu en Algérie qui eut lieu à 19h00, conformément aux accords.

- 1962 : - d'avril à juillet - Exode des Pieds-Noirs et de la communauté européenne en Algérie vers la métropole.

- 1962 : - 3 juillet 1962 - De Gaulle reconnaît officiellement et publiquement l'indépendance de l'Algérie.

- 1962 : - 5 juillet 1962 - Proclamation officielle de l'indépendance de l'Algérie.

Années 1970
Années 1980
Années 1990
Années 2000

### Ère du professionnalisme
Années 2010
- 2011 - le 23 juillet 2011, à Rio de Janeiro, au Brésil à l'occasion des Jeux Mondiaux Militaire, la sélection algérienne de football militaire remporte la médaille d'or. Elle s'impose en finale de la compétition face à l'Égypte ; se trouvait dans cette sélection trois joueurs de la JSK : le gardien de but Berrafane, le défenseur Kelili, et le milieu de terrain Saïdi. Ces trois joueurs seront titulaires lors de la finale. À noter également qu'une bagarre générale éclata à la fin du match et qui fut provoquée par les joueurs égyptiens[1].

Années 2020